# In Between Dreams
In Between Dreams is het derde studioalbum uit 2005 van de Hawaïaanse singer-songwriter Jack Johnson. Het was het eerste album van Johnson dat in Nederland werd uitgebracht en tevens zijn eerste studioalbum op zijn eigen platenlabel Brushfire Records. Brushfire Fairytales en On and On uit respectievelijk 2001 en 2003 kwamen niet uit in Nederland. Sitting, Waiting, Wishing werd in de zomer van 2005 de eerste single van het album en bereikte in juli van dat jaar de 32e en zijn hoogste positie in de Top 40. De tweede single, Good People, werd geen succes en behaalde de hitlijsten niet.

## Inhoud
Het album werd in oktober 2004 opgenomen in Johnsons eigen studio, The Mango Tree op Oahu, Hawaï. Op de albumhoes wordt daar duidelijk naar verwezen, waar over de hele hoes een mangoboom prijkt. Ook in de tekst in Better Together komt het terug: 'We'll sit beneath the mango tree now'. In Between Dreams werd geproduceerd door Mario Caldato jr., die in de jaren 80 en 90 al enkele albums van de Beastie Boys produceerde.
Alle nummers zijn geschreven door Jack Johnson, behalve Staple It Together (Johnson, Podlewski), Crying Shame (Johnson, Topol) en Breakdown (Johnson, Dan Nakamura, Paul Huston).
| #  | titel                     | duur |
| -- | ------------------------- | ---- |
| 1  | Better Together           | 3:27 |
| 2  | Never Know                | 3:32 |
| 3  | Banana Pancakes           | 3:11 |
| 4  | Good People               | 3:28 |
| 5  | No Other Way              | 3:09 |
| 6  | Sitting, Waiting, Wishing | 3:03 |
| 7  | Staple It Together        | 3:16 |
| 8  | Situations                | 1:17 |
| 9  | Crying Shame              | 3:06 |
| 10 | If I Could                | 2:25 |
| 11 | Breakdown                 | 3:32 |
| 12 | Belle                     | 1:43 |
| 13 | Do You Remember           | 2:24 |
| 14 | Constellations            | 3:21 |

## Medewerkers
- Jack Johnson, vocalen, gitaar en ukulele
- Adam Topol, drums en percussie
- Merlo Podlewski, basgitaar
- Zach Gill, piano en accordeon